# Archithosia flavifrontella
Archithosia flavifrontella är en fjärilsart som beskrevs av Embrik Strand 1912. Archithosia flavifrontella ingår i släktet Archithosia och familjen björnspinnare. Inga underarter finns listade i Catalogue of Life.